# Niger (fiume)
Il Niger (AFI: /ˈniʤer/) è il principale fiume dell'Africa occidentale, con una lunghezza complessiva di circa 4.160 km. Nasce nei monti Loma al confine tra Guinea e Sierra Leone e con un corso a forma di mezzaluna attraversa il Mali, il Niger, costeggia il Benin, attraversa la Nigeria e sfocia infine nel Golfo di Guinea, con un amplissimo delta chiamato delta del Niger od Oil Rivers. Il suo bacino idrografico è di 2.117.700 chilometri quadrati. Il Niger è inoltre il terzo fiume più lungo d'Africa, dopo il Nilo e il Congo. Il suo affluente principale è il Benue.
Per la maggior parte del XVIII secolo l'esatta ubicazione e il corso del fiume Niger rimasero sconosciuti in Europa, nonostante molte spedizioni avessero tentato di far luce sul mistero, ma senza successo. Nel 1788, in Inghilterra, fu costituita l'"African Association" per promuovere l'esplorazione del continente africano, anche nella speranza di tracciare il corso del Niger, e nel giugno del 1796 l'esploratore scozzese Mungo Park fu il primo europeo a rilevare l'esatta direzione, verso est, del suo corso.

## Etimologia
L'origine del nome Niger è sconosciuta. Sulle prime mappe europee tale nome veniva applicato solo al medio corso del fiume, nel moderno Mali, mentre venivano utilizzati i nomi Quorra o Kworra per la parte inferiore del suo corso, nell'attuale Nigeria. Nelle mappe europee il nome Niger fu utilizzato per l'intero corso del fiume, ma solo una volta chiarito che si trattava del medesimo corso d'acqua.
Spesso si pensa che il nome derivi dalla parola latina niger, che significa nero, ma non c'è alcuna prova che lo attesti. Molto più probabilmente il termine deriva dagli esploratori portoghesi che utilizzavano la parola negro o preto per indicare il fiume, come fecero in altre parti del mondo. Ad ogni modo, il Niger non è un fiume dalle acque nere. L'ipotesi più accreditata vede il nome derivare dalla frase Tuareg gber-n-igheren, "il fiume dei fiumi", abbreviato in ngher, un nome locale utilizzato lungo il medio corso nei pressi di Timbuctù.
Vale la pena di ricordare che la Tavola Peutingeriana registra un Flumen Girin ("Fiume Girin") con l'annotazione Hoc Flumen quidam Grin vocant, alii Nilum ricorrente; dicitur enim sub terra Etyopium in Nylum ire Lacum ("Questo fiume da alcuni chiamato Grin è da altri chiamato Nilo, si dice infatti che scorra da sotto la terra degli Etiopi [vale a dire gli Africani] nel Lago Nilo").
Le nazioni Nigeria e Niger derivano il loro nome dal fiume. I popoli che vivono lungo di esso usano vari nomi per chiamarlo, i più famosi Jeliba in mandingo, Djoliba in bambara, Isa Ber ("grande fiume") in songhay e Oya.

## Geografia
Il Niger ha il percorso più strano tra i grandi fiumi, una forma a boomerang che per secoli è stata un enigma per i geografi. 
I Romani pensavano che il Niger fosse parte del Nilo, teoria ripresa da Ibn Battuta, mentre esploratori europei nel XVIII secolo pensavano che scorresse verso ovest confluendo nel fiume Senegal. Probabilmente il percorso del fiume era noto ad alcune popolazioni locali, ma gli Occidentali ne vennero a capo solo nel XIX secolo. Il primo a farne menzione fu l'esploratore scozzese Mungo Park nel suo libro Viaggi all'interno dell'Africa.
La sua sorgente si trova a soli 240 km di distanza dall'Oceano Atlantico, ma scorre all'interno verso il deserto del Sahara per poi fare una grande curva a est dirigendosi verso il Golfo di Guinea. Nel territorio del Mali, prima di Timbuctu, vi è il delta interno del Niger.
La parte nord del fiume, conosciuta come Niger bend, è molto importante per il deserto del Sahara perché è la sorgente d'acqua principale della zona. Questo lo rende un punto focale del commercio attraverso il Sahara occidentale nonché la culla dei Regni del Sahel del Mali e di Gao.

## Dispute territoriali
Il tratto del fiume tra Niger e Benin è stato oggetto di una disputa tra i due Paesi circa la localizzazione della frontiera ed in particolare l'appartenenza di alcune isole (tra cui quella di Lété). Il contenzioso, sviluppatosi al tempo della colonizzazione francese, è stato risolto solo nel 2005, con una sentenza della Corte Internazionale di Giustizia, che ha assegnato nove isole al Benin e 16 al Niger, tra cui l'isola Lété.

### Diritto internazionale
- Bibliography on Water Resources and International Law Archiviato il 9 febbraio 2011 in Internet Archive. Cfr Niger River. Biblioteca del palazzo della pace, L'Aja
- (EN)  Fabio Spadi, "The ICJ Judgment in the Benin-Niger Border Dispute: the interplay of titles and ‘effectivités’ under the uti possidetis juris principle", Leiden Journal of International Law Archiviato il 29 settembre 2006 in Internet Archive. (2005) 4, pp. 777–794.